# Eel River Indijanci
Eel River Indijanci /Eel River Indians; ime je došlo po imenu rijeke Eel u Indiani/, naziv za dio Miami Indijanaca koje je kasnih 1700.-tih i ranih 1800.-tih obitavalo u sjeverozapadnoj Indiani. Ugovorom u Greenvilleu Eel Riveri se 1795. priključuju Miamima. Njihovo selo nalazilo se u Thorntownu, u okrugu Boome gdje su imali rezervat, koji je 1828. prodan, a oni su preseljeni na Miami rezervat između rijeka Wabash i Eel u okrugu Miami. Kasnija sudbina identična je s Miamima. 

## Vanjske poveznice
- Eel River Indians  Arhivirana inačica izvorne stranice od 9. svibnja 2012. (Wayback Machine)
- The quest for recognition  Arhivirana inačica izvorne stranice od 20. listopada 2007. (Wayback Machine)